# Born in Time
Born in Time ist ein Rocksong von Bob Dylan, der 1990 auf seinem Album Under the Red Sky veröffentlicht wurde.

## Coverversion
1998 veröffentlichte Eric Clapton auf seinem Album Pilgrim eine Coverversion des Songs in der Tonart E-Dur. Clapton spielte die begleitenden Akkorde mit seiner Signatur-Stratocaster unter dem Einfluss einer Distortion. Zwischendurch und für ein Gitarrensolo nutzt er auch ein Dobro bei Verwendung der Slide-Technik. Der Backgroundgesang wirkt im Ensemble mit Synthesizern und Keyboard dabei wie ein Satz Streichinstrumente. Die Singleauskopplung der Coverversion erreichte Platz 88 der deutschen Charts und hielt sich acht Wochen lang in den deutschen Charts.